# Knihovna města Hradce Králové
Knihovna města Hradce Králové (též Centrum celoživotního vzdělávání) je novostavba vzniklá v roce 2013 revitalizací velké části tovární budovy Vertex podle projektu architekta Davida Vávry. Nachází se ve Wonkově ulici č 1261/1a v Hradci Králové.

## Historie

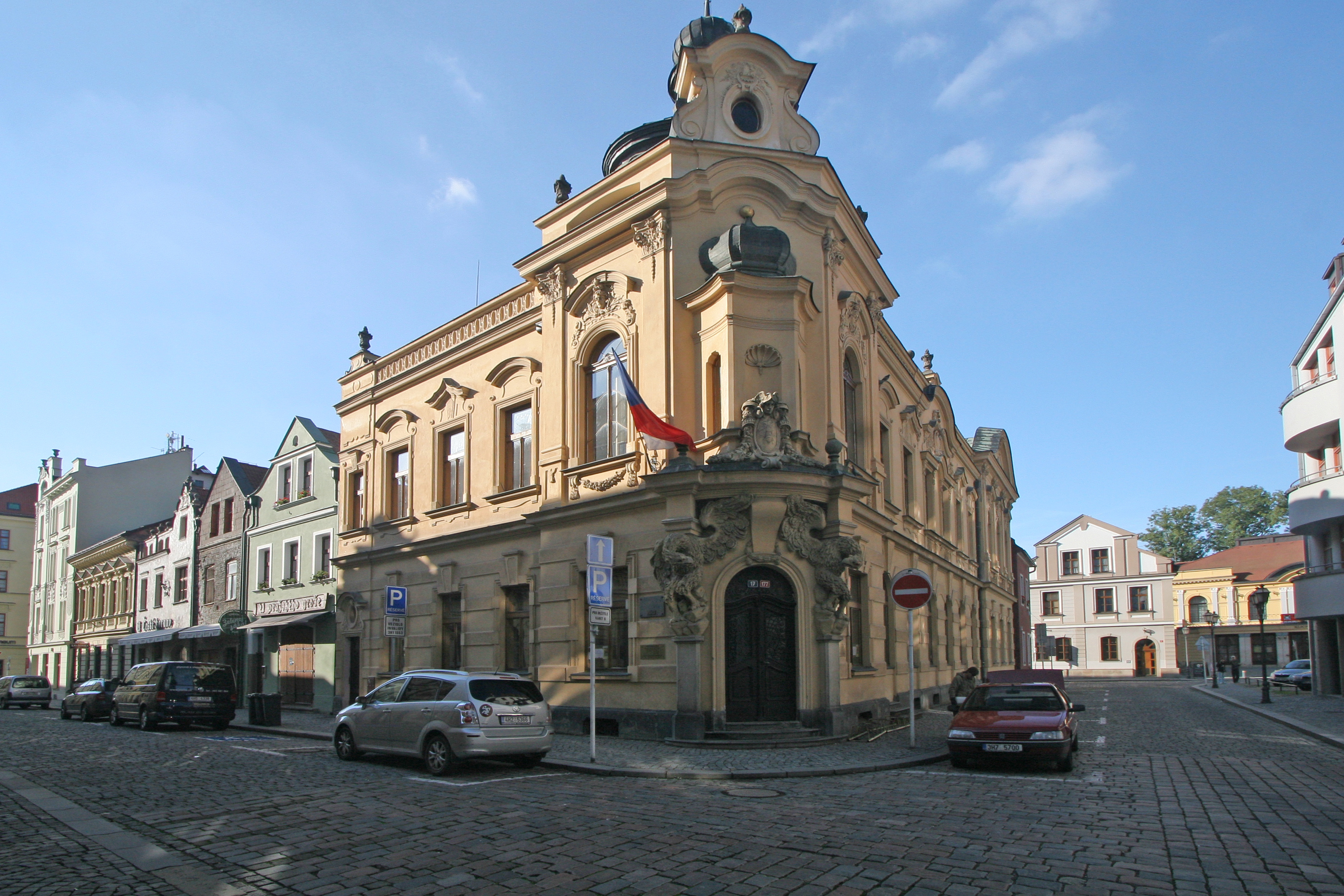
Bývalý Záložní a úvěrní ústav, (sídlo královéhradecké knihovny do roku 2013), Tomkova ul. čp. 177

Královéhradecká knihovna byla založena v roce 1896 v domě čp. 59 za katedrálou sv. Ducha a v době 1. světové války i v následujícím meziválečném období se několikrát stěhovala do více či méně vyhovujících objektů. V roce 1939 získala prostory bývalého Záložního a úvěrního ústavu v Tomkově ulici čp. 177, a později i v sousedním domě, kde sídlila do roku 2013. Během doby se mnohokrát změnil název i zřizovatelé knihovny; od 1. ledna 2003 se zřizovatelem stalo opět město Hradec Králové.
Z důvodů narůstajícího knihovního fondu a zvyšujícího se počtu čtenářů přestaly stávající využívané prostory vyhovovat a bylo třeba knihovnu přestěhovat do většího objektu. V roce 2003 proto zakoupilo město za necelých třicet milionů korun tři čtvrtiny průmyslového objektu továrny Vertex ve Wonkově ulici (v jedné čtvrtině objektu sídlí vydavatelství Garamon s tiskárnou). Tato budova byla vybrána pro svoji výhodnou polohu (spadá ještě do Gočárova centra), dostupnost veřejnou dopravou i velice dobrý stav.
Továrnu dal postavit jako přádelnu bavlny v roce 1908 podnikatel Richard Anninger podle projektu rakouského architekta Bruno Bauera, průkopníka železobetonových konstrukcí. Dvoupodlažní stavba, kterou tvoří monolitický železobetonový skelet se stala jednou z ukázek průmyslové architektury počátku 20. století v Čechách. Po znárodnění byla v budově zřízena továrna n.p. Vertex, která vyráběla skleněná vlákna do sklolaminátu. Hygienicky závadný provoz byl v osmdesátých letech 20. století uzavřen.
Pro projekt revitalizace továrny na městskou knihovnu a centrum celoživotního vzdělávání byl vybrán ateliér architekta Davida Vávry, který má řadu zkušeností s obnovou průmyslových objektů i celých zón pro kulturní účely. Novostavba za necelých 200 milionů Kč byla slavnostně otevřena 20. března 2013.

## Popis stavby
Architekt David Vávra se rozhodl při rekonstrukci továrního objektu respektovat původní charakter stavby. Ve zprávě k architektonické studii uvedl, že „technicky řešené detaily skeletové konstrukce mají harmonickou eleganci, takže není nutno je zakrývat“. Téměř veškeré nové členění jsou buď transparentní skleněné příčky nebo regály a polopříčky, čímž byla zachována působivost stávajícího železobetonového skeletu.
Na střeše dvoupodlažního objektu vznikla terasa s pergolami, která slouží v letních měsících jako čítárna.
V rohu je umístěná velká kovová konstrukce velryby (určená pro popínavou zeleň), která byla inspirována knihou Zahrada Jiřího Trnky. Předěl mezi knihovnou a tiskárnou vydavatelství Garamon tvoří věž a zároveň světelný poutač, znázorňující knihu s literárními úryvky, připomínající nové využití budovy.

### Interiér
Přízemí
V prostorné přízemní chodbě je umístěn centrální informační pult, kde je mimo jiné možné vrátit vypůjčené knihy. Do patra lze vystoupit dvěma půlkruhovými schodišti, jejichž zábradlí jsou tvořena barevnými maketami obalů knih se jmény slavných autorů (Kafka, Remarque, Hrabal, Lustig nebo Hemingway).
Nalevo od hlavního chodu se nachází literární kavárna a Zvuková knihovna pro nevidomé a slabozraké. Vpravo od vchodu je velký sál pro pořádání přednášek, koncertů nebo projekcí, který slouží i jako výstavní prostor. Do centrální chodby jsou také orientovány šatny a hygienická zařízení. V prostoru mezi dvěma půlkruhovými schodišti je umístěna kruhová zvedací plošina v proskleném válci. V zadní části přízemí pak prosklené zadní únikové schodiště a výtahy.
V zadní části přízemí se rovněž nachází vstup do administrativní části knihovny s kanceláří ředitelky, konferenčním salónkem a kancelářemi dalších provozů.
Patro
V 1. patře s vestavěným mezipatrem se nachází oddělení pro dospělé, dětské oddělení, hudební oddělení a referenční centrum se střediskem Europe Direct. Mezi dětským a hudebním oddělením je umístěn malý sálek pro 40 návštěvníků, kde je možné pořádat besedy, autorská čtení apod. V prostorech mezi regály jsou studijní stolky i pracoviště s přístupem na internet. V hudebním oddělení jsou sezení opatřena zabudovanými sluchátky.
V prostoru referenčního centra se nachází několik uzamykatelných prosklených studijních boxů, které jsou vybaveny pracovním stolem s počítačovým připojeným k síti, křesílkem, malou skříňkou a věšákem. Studijní box si návštěvník může pronajmout na 14 dní.
Terasa
Střešní terasa s kovovou konstrukcí „velryby moudrosti“ a pergolami porostlými zelení byla projektována jako odpočinkové místo a čítárna v letních měsících. V roce 2017 knihovna zakoupila sadu lehátek, která čtenáři mohou využít k příjemnému trávení času s knihou.